# Günter Heiß

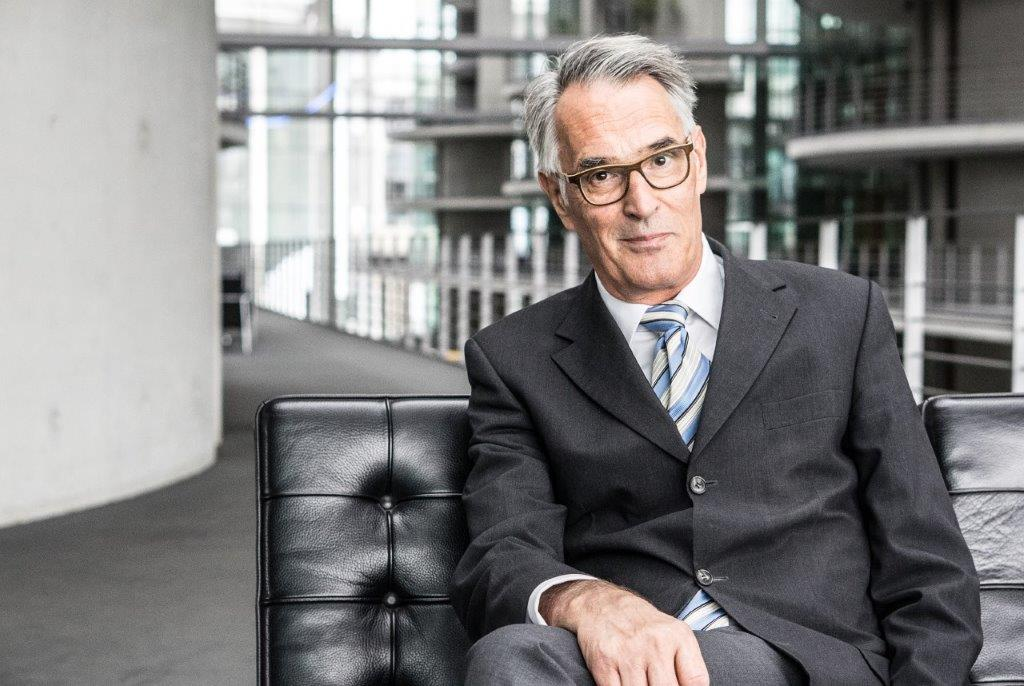
Günter Heiß

Günter Heiß (* 1952 in Helmstedt) ist ein deutscher Verwaltungsjurist, Ministerialdirektor a. D. und CDU-Mitglied. Er war von 2007 bis 2009 Präsident des Verfassungsschutzes Niedersachsen und von 2010 bis 2018 Koordinator der Nachrichtendienste des Bundes im Bundeskanzleramt. 

## Leben
Heiß studierte von 1970 bis 1975 zunächst Musik (Klavierlehrerdiplom) und arbeitete von 1973 bis 1982 als Klavierlehrer an einer Musikschule (unter anderem von Ursula von der Leyen). Daneben studierte er von 1976 bis 1983 Jura, absolvierte sein juristisches Referendariat und wurde nach Abschluss dieses Studiums Richter am Verwaltungsgericht. Heiß wechselte 1987 ins niedersächsische Innenministerium, zunächst als Referent mit Zuständigkeit unter anderem für kommunale Finanzen, niedersächsische Grenzen, Glücksspiel, Verfahrensrecht und Datenschutz. 1999 wurde er Referatsleiter für Brand- und Katastrophenschutz und 2003 Abteilungsleiter für Rettungsdienst, Brand- und Katastrophenschutz sowie für die Aufsicht über das Landesamt für Verfassungsschutz Niedersachsen. Von 2007 bis 2009 war er Leiter des Verfassungsschutzes Niedersachsen.
Heiß wurde am 1. Januar 2010 als Ministerialdirektor Leiter der Abteilung 6 im Bundeskanzleramt. In dieser Funktion übte er die Fachaufsicht über den deutschen Auslandsnachrichtendienst BND aus und koordinierte die deutschen Nachrichtendienste BND, MAD und Bundesamt für Verfassungsschutz.
Einen Monat vor der Landtagswahl in Niedersachsen 2017 wurde er vom Spitzenkandidaten der CDU, Bernd Althusmann, als potentieller Nachfolger für das Amt des Niedersächsischen Innenministers vorgestellt. 2018 erfolgte sein Eintritt in den Ruhestand.
Seit November 2018 ist Heiß im Team von friedrich30 – eine international agierende Lobbying-Firma mit Sitz in Berlin und Brüssel, die politische Interessen von Unternehmen vertritt und ihre Mandanten im Business Development unterstützt.

## Privates
Günter Heiß ist verheiratet mit Barbara Heiß und hat zwei Töchter. Seit über 30 Jahren ist er nebenher als Musik- und Theaterkritiker tätig.